# Суон-Тит (Нерюнгринский улус)
Суон-Тит (якут.  ) — упразднённое село в Нерюнгринском районе Якутии России на территории современного городского поселения город Нерюнгри. Входил в состав Хатыминского наслега, упразднённого в 2001 году.

## География
Село расположено на юге региона, при впадении р. Суон-Тит в р. Алдан.
Расстояние до районного центра г. Нерюнгри 168 км, до областного центра г. Якутск 565 км.

## История
Постановлением Правительства Республики Саха (Якутия) от 10 июля 1998 года № 322 в Хатыминском наслеге были исключены населённые пункты из учётных данных административно-территориального деления Десовский, Перекатный, Суон-Тит, Таежный.

## Инфраструктура
Добыча горного хрусталя
гидропост у р. Алдан, действовал в 2017 году

## Транспорт
Воздушный ,водный транспорт.